# جوان فيلد
جوان فيلد (بالإنجليزية: Joan Field)‏ هي قائدة فرقة موسيقية ‏ أمريكية، ولدت في 28 أبريل 1915 في لونغ برانش في الولايات المتحدة، وتوفيت في 18 مارس 1988 في ميامي بيتش في الولايات المتحدة.

## وصلات خارجية
- جوان فيلد على موقع ميوزك برينز (الإنجليزية)
- جوان فيلد على موقع أول ميوزيك (الإنجليزية)
- جوان فيلد على موقع ديسكوغز (الإنجليزية)